# Dicarpa mysogyna
Dicarpa mysogyna is een zakpijpensoort uit de familie van de Styelidae. De wetenschappelijke naam van de soort is voor het eerst geldig gepubliceerd in 1982 door Monniot & Monniot.